# Харальд Боезуб

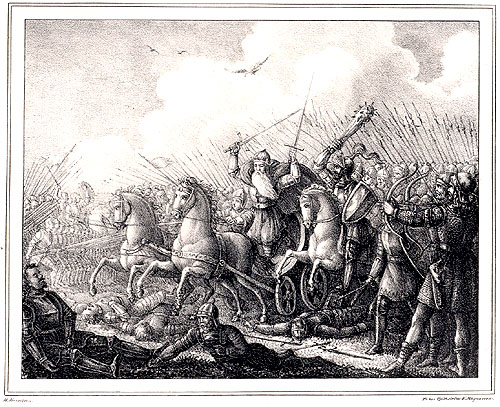
Харальд Боезуб в битве при Бровалле.
Иллюстрация Х. Гамильтона (1830 год)

Харальд Боезуб (Харальд Хильдетанд; др.-сканд. Haraldr Hilditönn, дат. Harald Hildetand, англ. Harald Wartooth и Harold Hiltertooth, русские варианты — Боевой Зуб и Клык Битвы) — легендарный король Дании, Швеции и Норвегии, живший в VIII веке и принадлежавший к роду Скьёльдунгов. Согласно «Хроникам Лайре» (дат. Lejrekrøniken), Боезуб расширил свои владения до Средиземноморья.

## Прозвище
Саксон Грамматик в своих «Деяниях данов» приводил два варианта происхождения прозвища Харальда. Согласно первой версии, Харальд потерял два зуба в битве с правителем Сконе, но через некоторое время волшебным образом зубы у него выросли снова. Согласно второй версии, у Харальда были сильно выступающие вперёд зубы.
Также «Боезуб» или «Клык Битвы» (от др.-сканд. hilditönn) могло иметь значение «храбрец» или «герой войны».

## Биография

### Происхождение
Существует несколько версий происхождения Харальда.
По одной версии, изложенной Саксоном Грамматиком в «Деяниях данов», Харальд был сыном Хальвдана и датской принцессы Гурид, единственной наследницы Датского королевства. Отвергнутый Гурид, Хальвдан отправился на Русь помогать рутенам (славянам) в борьбе против шведов, и в этой борьбе убил своего брата по матери, Хильдигера. Получив славу, он женится на Гурид, и после очищения от греха братоубийства в Уппсале у него родился наследник.
По другой версии того же Саксона Грамматика, Харальд и Хальвдан — братья по отцу Боргару (Боркару), второму мужу Дрот, матери Хальвдана и Хильдигера; матерью Харальда в этой версии названа Гро.
Согласно «Саге о древних конунгах» и «Песни о Хюндле», родителями Харальда были Хрёрик Метатель Колец и Ауд Богатая. После гибели мужа от руки Ивара Широкие Объятья (отец Ауды и дед Харальда) Ауд с сыном Харальдом отправилась на остров Готланд, а затем в Гардарики. Здесь около 710 года она вышла замуж за местного конунга Радбарта из рода Инглингов. От этого брака родился сын Рандвер, будущий конунг Гардарики (некоторые исследователи приписывают Рандверу основание Альдейгьюборга).

### Король данов
В 753 году Рандвер отослал своего единоутробного брата Харальда (снабдив его войском) в Данию для отвоевания «отцовского» престола. В результате Харальд стал датским королём.
Уже будучи стариком, Харальд погиб в междоусобной войне со своим племянником (сыном единоутробного брата, Рандвера), шведским конунгом Уппсалы Сигурдом Кольцо (др.-сканд. Sigurðr Hringr) в легендарной битве при Бровалле (в Эстергётланде). Это событие обычно относят к 770—775 годам.